# 小善真司
小善 真司（しょうぜん しんじ、1967年〈昭和42年〉7月1日 - ）は、日本の建設・国土交通官僚。
国土交通省大臣官房審議官（総合政策局担当）、茨城県副知事、首都圏新都市鉄道取締役、茨城県開発公社代表理事、いばらき中小企業グローバル推進機構理事長などを歴任。

## 来歴
富山県滑川市出身。富山県立富山中部高等学校を経て、1991年（平成3年）、東京大学法学部を卒業。同年4月、建設省に入省。入省後、住宅局住宅企画官、国土交通省総合政策局参事官、同局社会資本整備政策課長、道路局総務課長などを歴任。
2020年（令和2年）6月12日、茨城県の大井川和彦知事が宇野善昌副知事の後任に小善を選任する人事案を茨城県議会に提出し、同年7月1日、茨城県副知事に就任。副知事在任中、首都圏新都市鉄道取締役、茨城県開発公社代表理事、いばらき中小企業グローバル推進機構理事長を務めた。
2022年（令和4年）6月30日、副知事を退任。同年7月1日、国土交通省大臣官房審議官（総合政策局担当）に就任。2023年（令和5年）7月4日、国土交通省政策統括官を併任。政策統括官として税制や地理空間情報を担当。同年8月1日、国土交通省大臣官房審議官（総合政策局担当） の併任を解除。2025年7月1日、辞職。